# ヤリノホツノマタ
ヤリノホツノマタ（槍の穂角叉）、学名 Dolicholatirus lancea は、ヤリノホツノマタ科に分類される海産の巻貝の一種。種小名はラテン語で槍やランスを表す名詞「lancea」。名詞なので属名の性に応じた語尾変化はなく、形容詞と誤認して lanceus と綴るのは誤り。別名ヤリノホツノマタガイ。

## 分布
日本（紀伊半島／九州西岸以南）、インド西太平洋。

## 形態
成貝は殻高70mmほどに達する。殻は細長く、高い螺塔と長く太めの水管溝をもつ。各表には太く明瞭な縦肋と細く鋭い螺肋がある。螺肋は縦肋上でも縦肋間でも明瞭で、水管溝にもある。全体に荒削りな彫刻となっていて光沢は全くない。縦肋や水管溝は灰白色で縦肋間は暗色に染まる。螺肋は灰白色、あるいは帯紅色となる。殻口内は黒紫褐色で、外唇側内面に数本の灰白色の内肋がある。足の表面は白色地に橙色の粗い網目模様があり、触角は橙色部が多い。

## 生態
潮間帯から水深50mまでの岩礁や珊瑚礁に生息する。

## 分類
この属は伝統的にイトマキボラ科 Fasciolariidae に分類されていたが、分子系統解析の結果から独立の科としてヤリノホツノマタ科 Dolicholatiridae が創設され、そこに分類されるようになった。